# Миловидов, Николай Алексеевич
Николай Алексеевич Миловидов (1844 — не ранее 1879) — русский юрист.

## Биография
Родился в 1844 году.
В 1870 году со степенью кандидата окончил юридический факультет Императорского Московского университета.
В 1870—1873 годах, готовясь к получению профессорского звания, по распоряжения министра народного просвещения находился стипендиатом при Демидовском юридическом лицее в Ярославле. В 1872 году был командирован с учёной целью на один год за границу и после возвращения в 1873—1876 годах был исполняющим должность доцента кафедры гражданского права лицея.
В 1875 году защитил в Московском университете магистерскую диссертацию  по гражданскому праву «Законная сила судебных решений по делам гражданским» и вторично командирован за границу.
В течение 1876/1877 учебного года читал лекции в Демидовском юридическом лицее; в марте 1877 года был избран доцентом по кафедре гражданского права и судопроизводства Императорского Харьковского университета, причём это избрание сопровождалось положительными отзывами С. А. Муромцева и магистерской диссертации Миловидова; и А. Н. Стоянова о другой работе, вышедшей в 1876 году — Вексельное право (Ярославль : тип. Г. В. Фальк).
Миловидов работал в Харьковском университете недолго: уже в октябре 1879 года вследствие болезни он был вынужден подать в отставку.
Как указывал профессор В. М. Сырых, «значительный интерес представляет авторская позиция Н. А. Миловидова относительно законной силы судебных решений».